# Vladimir Golikov
Pour les articles homonymes, voir Golikov.
Vladimir Nikolaïevitch Golikov - en russe : Владимир Николаевич Голиков - (né le 10 juin 1954 à Penza en URSS) est un joueur professionnel russe de hockey sur glace. Il évoluait au poste de centre. Il est le frère d'Aleksandr Golikov.

## Carrière de joueur
En 1973, il commence sa carrière avec le Khimik Voskressensk dans le championnat d'URSS. En 1977, il intègre l'effectif du Dynamo Moscou. En 1985, il met un terme à sa carrière avec un bilan de 435 matchs en élite et 172 buts.

## Carrière internationale
Il a représenté l'URSS au niveau international. Il compte 89 sélections pour 43 buts entre 1976 et 1983. Il a remporté la médaille d'argent aux Jeux olympiques d'hiver de 1980. Il a participé à cinq éditions des championnats du monde pour un total de quatre médailles d'or et une d'argent.

## Trophées et honneurs personnels
Championnat d'Europe junior
- 1973 : termine meilleur pointeur.
- 1973 : termine meilleur buteur.

URSS
- 1979 : membre de la meilleure ligne.

## Statistiques

### En équipe nationale
| Année | Équipe | Compétition |    | PJ | B | A  | Pts | Pun                |  | Résultat |
| 1976  | URSS   | CC          | 0  | 0  | 0 | 0  | 0   | Médaille de bronze |  |          |
| 1976  | URSS   | CM          | 7  | 1  | 0 | 1  | 0   | Médaille d'argent  |  |          |
| 1978  | URSS   | CM          | 10 | 6  | 2 | 8  | 4   | Médaille d'or      |  |          |
| 1979  | URSS   | CM          | 8  | 1  | 7 | 8  | 4   | Médaille d'or      |  |          |
| 1980  | URSS   | JO          | 7  | 2  | 5 | 7  | 2   | Médaille d'argent  |  |          |
| 1981  | URSS   | CM          | 8  | 6  | 5 | 11 | 2   | Médaille d'or      |  |          |
| 1981  | URSS   | CC          | 7  | 3  | 0 | 3  | 4   | Médaille d'or      |  |          |
| 1982  | URSS   | CM          | 10 | 4  | 5 | 9  | 6   | Médaille d'or      |  |          |